# Фотій (Давиденко)
Фотій  (в миру Давиденко Олександр Сергійович; 20 серпня 1980, Київ) — архієрей Православної церкви України (до 15 грудня 2018 року — Української православної церкви Київського патріархату), єпископ Запорізький і Мелітопольський.

## Життєпис
Виріс у правосланій віруючій родині, з дитинства учащав до київських храмів. 1997 року вступив до Київської духовної семінарії УПЦ КП, по закінченні якої у Київській Духовній Академії. 2005 захистив дипломну роботу на тему: «Природа гріха та його подолання за творами Святого Василія Великого».
З вересня 2004 — послушник Свято-Михайлівского Золотоверхого монастиря.
З 21 вересня 1997 до 24 серпня 2009 року ніс послух іподиякона Святійшого Патріарха Філарета при Свято-Володимирському кафедральному соборі.
З благословення Святійшого Патріарха Філарета 25 серпня 2009 митрополитом Переяслав-Хмельницьким Димитрієм (Рудюком) пострижений у чернецтво у Свято-Михайлівському Золотоверхому чоловічому монастирі з іменем Фотій, на честь мученика Фотія.
6 вересня 2009 року, в 13-ту неділю після П'ятдесятниці, у Свято-Володимирському Патріаршому кафедральному соборі Києва Святійшим Патріархом Філаретом рукоположений в сан ієродиякона.
Вже у єпископському сані владика Фотій згадував:
| Багато разів доводилося молитися, слухаючи постійні вигуки образ, проходити до церкви, коли в нас — вірних української Церкви — кидали каміння, силою не пускали до наших храмів. Але попри все, саме ті часи згадуються з найбільшим теплом та трепетом, адже то були часи перших кроків духовного зростання. Бачачи особистий приклад Святійшого Патріарха Філарета, як істинного пастиря, бачачи його працю, опікування духовними школами, турботу про майбутнє Церкви, духовне окормлення української нації — розумів, яким повинен бути справжній служитель Церкви і вірний син свого народу— ось зразок, якого належить прагнути. |
20 серпня 2010 року указом Святійшого Патріарха Філарета за № 2555 нагороджений Орденом Святого Архістратига Михаїла. 25 квітня 2011 року нагороджений правом носіння подвійного ораря.
16 грудня 2012 року рукоположений у сан ієромонаха єпископом Агапітом. 29 квітня 2013 року нагороджений наперсним хрестом.
В січні — лютому 2014 року звершував молитви на барикадах Революції гідності на вулиці Грушевського.
З 21 квітня 2014 року — ігумен.

## Єпископське служіння
13 грудня 2014 — рішенням Синоду УПЦ КП призначений єпископом з титулом «Запорізький і Мелітопольський».
17 грудня 2014 за Божественною літургією у Володимирському кафедральному соборі Києва рукоположений у єпископа Запорізького і Мелітопольського. Чин хіротонії звершив Патріарх Філарет (Денисенко) у співслужінні Патріаршого намісника митрополита Переяслав-Хмельницького і Білоцерківського Епіфанія (Думенка), митрополита Білгородського і Обоянського Іоасафа (Шибаєва), митрополита Луцького і Волинського Михаїла (Зінкевича), архієпископа Рівненського і Острозького Іларіона (Процика), архієпископа Чернігівського і Ніжинського Євстратія (Зорі), архієпископа Сімферопольського і Кримського Климента (Куща), архієпископа Богуславського Олександра (Решетняка), єпископа Вишгородського Агапіта (Гуменюка), єпископа Дніпропетровського і Криворізького Симеона (Зінкевича), єпископа Луганського і Старобільського Афанасія (Яворського), єпископа Харківського і Богодухівського Митрофана (Бутинського), єпископа Васильківського Лаврентія (Миговича), єпископа Володимир-Волинського Матфея (Шевчука) та єпископа Іоана (Швеця)
15 грудня 2018 року разом із усіма іншими архієреями УПЦ КП взяв участь у Об'єднавчому соборі в храмі Святої Софії.

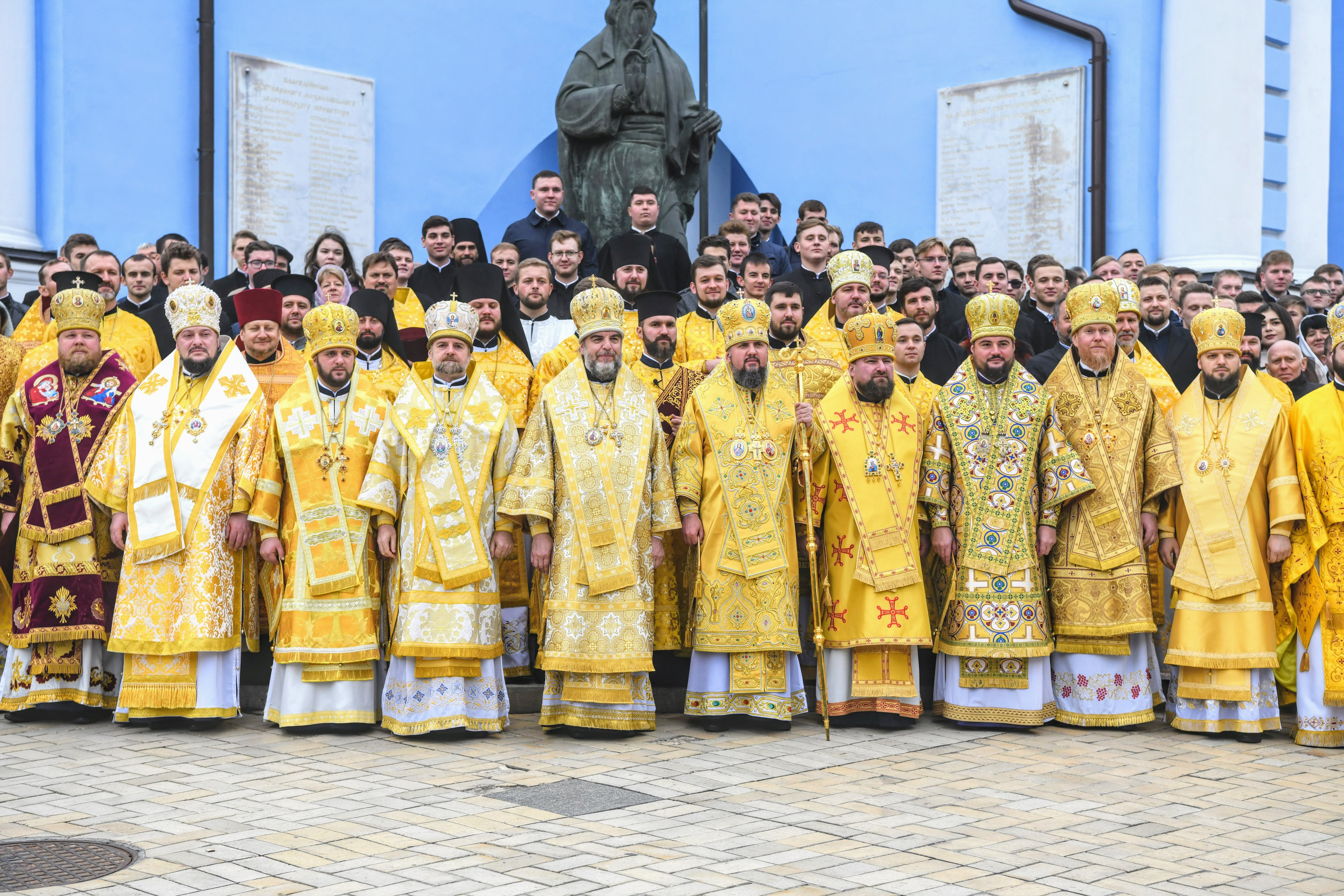
Митрополит Епіфаній із духовенством ПЦУ та студентами КПБА у Києві, 9 жовтня 2019 року. Владика Фотій — крайній зліва у першому ряду

У 2020 році 21 вересня єпископ Фотій, на території військового містечка № 2 9 полку оперативного призначення імені Героя України лейтенанта Богдана Завади (в/ч 3029 НГУ) освятив храм на честь Святого Мученика Іоанна Воїна. Фундамент побудованої церкви був закладений ще у жовтні 2019 року.

### Міжкофесійні погляди
Підтримує ідею створення єдиної помісної церкви разом з нинішніми єпархіями Української православної церкви:
| Розмов багато не тільки зараз, а вже давно. І наша церква закликала неодноразово представників Московського патріархату почати якийсь діалог. І він почався ще за життя блаженнійшого митрополита Володимира. Він не був агресивно настроєний проти нас. Ми хочемо об’єднатися, щоб у нас була єдина церква. Але у нас одна умова – релігійний центр повинен бути не у Москві, не у Константинополі чи будь-де. В Україні повинна бути єдина українська церква. Так само, як в Росії, Грузії, Болгарії та інших країнах. І тільки на таких засадах – що ми ні від кого не залежні, самодостатні. І тоді у нас буде мир і злагода. И ми всі будемо разом в Христовій любові, молитися Богові і спасати свої душі. |